# 法性寺雅平
法性寺 雅平（ほっしょうじ まさひら）は、鎌倉時代中期の公卿。藤原北家室町家、正三位・室町家信の二男。官位は従二位・左近衛中将。

## 経歴
安貞2年（1228年）に叙爵。右衛門佐・右近衛少将を経て、建長5年（1253年）に左近衛中将となる。文永3年（1266年）従三位、侍従。文永7年（1270年）、兼紀伊権守、正三位。
弘安元年（1278年）3月に従二位となるが、同年8月に出家、9月2日に50歳で薨去。

## 系譜
- 父：室町家信
- 母：右京大夫信隆女
- 正室：法印賢信女
  - 男子：法性寺信平（?-1325）
- 継室：丹波守藤原光氏女
  - 女子：雅子（中納言典侍）- 亀山天皇典侍
- 側室：後深草院弁内侍 - 右京大夫藤原信実女
  - 女子：新陽明門院中納言 - 参議三条実永室
- 生母不詳の子女
  - 男子：親家（親平）
  - 男子：雅世
  - 男子：深恵
  - 男子：定慈
  - 女子：大宮院権中納言（昭慶門院近衛）- 権大納言花山院家教室
  - 女子：後二条院按察典侍 - 正三位源光忠室（離別）
  - 女子：亀山院堀河
  - 女子：大宮院女房
  - 女子：今出川院中納言